# Uinta-Ziesel
Der oder das Uinta-Ziesel (Urocitellus armatus, Syn.: Spermophilus armatus, englisch: Uinta ground squirrel), ist ein in Nordamerika beheimatetes Erdhörnchen aus der Gattung der Ziesel.

## Merkmale
Das Uinta-Ziesel ist im ausgewachsenen Zustand ca. 30 cm lang und 200 bis 300 g schwer. Typisch sind der gräuliche Rücken und Rumpf mit feinen weißen Punkten auf dem Rücken; Nase und Schultern sind bräunlich bis zimtbraun. Der Schwanz hat eine gräuliche Unterseite.

## Lebensraum
Es ist in Wyoming, Idaho und Montana und teilweise auch Utah in gestörtem oder schwer beweidetem Grasland, in Beifuß- und Gebirgswiesen bis zu 3.300 m Höhe zu finden.

## Lebensweise
Das Uinta-Ziesel ist tagaktiv, lebt meist in größeren Kolonien in Erdbauten und hält Winterschlaf. Es ernährt sich von Gras, Staudengewächsen, Pilzen, Insekten und Aas (einschließlich Tieren seiner eigenen Art).

## Feinde
Zu den natürlichen Feinden zählen Kojoten, Silberdachse, Langschwanzwiesel, Rotluchse, verschiedene Greifvögel und die Grasland-Klapperschlange.

## Systematik
Der Uinta-Ziesel ist eine Art der Gattung Urocitellus innerhalb der Erdhörnchen. Die Erstbeschreibung erfolgte 1863 durch Robert Kennicott als Spermophilus armatus. Die Art wurde lange als Teil der Ziesel und darin innerhalb der Untergattung Urocitellus eingeordnet, nach einer umfassenden molekularbiologischen Untersuchung wurde diese jedoch als eigenständige Gattung gemeinsam mit mehreren weiteren Gattungen betrachtet.

## Belege
1. 1 2  
Richard W. Thorington Jr., John L. Koprowski, Michael A. Steele: Squirrels of the World. Johns Hopkins University Press, Baltimore MD 2012, ISBN 978-1-4214-0469-1, S. 349–350 (englisch).
2. ↑  
Robert Kennicott: Descriptions of four new species of Spermophilus, in the collections of the Smithsonian Institution. Academy of Natural Sciences of Philadelphia Proceedings, 1863; S. 157–158. (Digitalisat)
3. ↑  
Matthew D. Herron, Todd A. Castoe, Christopher L. Parkinson: Sciurid phylogeny and the paraphyly of holarctic ground squirrels (Spermophilus). Molecular Phylogenetics and Evolution 31, 2004; S. 1015–1030. (Volltext (Memento des Originals vom 17. April 2015 im Internet Archive)  Info: Der Archivlink wurde automatisch eingesetzt und noch nicht geprüft. Bitte prüfe Original- und Archivlink gemäß Anleitung und entferne dann diesen Hinweis., PMID 15120398)
4. ↑  
Kristofer M. Helgen, F. Russell Cole, Lauren E. Helgen, Don E. Wilson: Generic Revision in the holarctic ground squirrels genus Spermophilus. Journal of Mammalogy 90 (2), 2009; S. 270–305. doi:10.1644/07-MAMM-A-309.1